# Analiza portfelowa
Analiza portfelowa – możliwości zilustrowania uzyskanych pozycji strategicznych z zakresu działania przez przedsiębiorstwo, które zostało utworzone przez kombinacje struktur produkt-Rynek. Analiza ta polega na umieszczeniu w układzie współrzędnych czynników jakościowych oraz na stworzeniu siatki współrzędnych dla trzeciego parametru wyrażonego za pomocą średnicy albo powierzchni koła. Za pomocą tego układu rozważane są różne możliwości dokonania wyboru rozwiązania, które jest najlepsze i opracowanie strategii postępowania dla tego rozwiązania.
W innym znaczeniu analiza portfelowa to dobór optymalnych akcji do portfela inwestora giełdowego. Celem tego doboru jest zapewnienie możliwie dużego spodziewanego zysku przy jednocześnie możliwie małym ryzyku.

## Metody portfelowe
Metody portfelowe to zbiór narzędzi umożliwiających dokonanie oceny różnych możliwości działania oraz określenie przyszłej pozycji przedsiębiorstwa. Przedstawiają one w sposób graficzny w przestrzeni dwuwymiarowej przewidywane rezultaty wzajemnego oddziaływania na siebie czynników kontrolowanych i niekontrolowanych przez firmę. Czynniki kontrolowane są z reguły prezentowane na osi odciętych a czynniki niekontrolowane na osi rzędnych. Relacje między tymi czynnikami w układzie współrzędnych tworzą tzw. macierz strategiczną (strategic matrix). Jest to siatka umożliwiająca ocenę pozycji różnych dziedzin działalności przedsiębiorstwa według dwóch zmiennych. 
Metody portfelowe stwarzają możliwości dość dokładnej oceny sytuacji konkurencyjnej przedsiębiorstwa w różnych segmentach rynku. Są one uniwersalnym i użytecznym sposobem analizy możliwości rozwojowych przedsiębiorstwa, a także stanowią ważny instrument planowania strategicznego. Dzięki nim przedsiębiorstwa mogą ustalić, z którymi towarami (domenami) mogą wiązać większe nadzieje na zbyt w przyszłości, a które powinny być wycofane z ich asortymentu. Wybór taki zależy od pozycji rynkowej przedsiębiorstwa. 

### Macierz BCG
Macierz wzrostu udziału w rynku zwaną macierzą BCG (ang. Boston Consulting Group matrix) to czteropolowa macierz, która pozwala wyodrębnić cztery zasadnicze kategorie produktów: "Znaki zapytania", "Dojne krowy", "Gwiazdy", "Psy".
Analizy portfela BCG należy dokonać z dwóch punktów widzenia – rozwojowego i stopnia zrównoważenia portfela. Portfel rozwojowy oznacza, że przedsiębiorstwo zapewniło sobie "odmładzanie" i przyszłe dochody poprzez stopniowe zastępowanie starych produktów. Portfel zrównoważony oznacza, że przychody generowane przez produkty rentowe i dojrzałe pozwolą na inwestowanie w produkty młode i niemające jeszcze dużego udziału w rynku.

### Macierz GE
Macierz siły konkurencji i atrakcyjności branży General Electric (ang. GE matrix), matryca wieloczynnościowego portfela (multifactor portfolio matrix) nazywana także macierzą Mc Kinseya to dziewięciopolowa macierz, której konstrukcja opiera się na założeniach:
- działalność w sektorach najbardziej atrakcyjnych, likwidować zaś produkty z sektorów mniej atrakcyjnych.
- skupienie uwagi się na inwestowaniu w produkty o mocnej pozycji konkurencyjnej i wycofywanie się z tych, których pozycja konkurencyjna jest słaba.

Na osi rzędnych mierzącej poziom atrakcyjności przemysłu oznaczamy wyniki pomiaru atrakcyjności każdego z przemysłów, w którym działa przedsiębiorstwo. Na osi odciętych, na podstawie badania czynników sukcesu dla każdego z przemysłów, oznaczamy pozycję strategiczna jaką w nim zajmuje przedsiębiorstwo.
Zastosowanie macierzy GE pozwala na wyodrębnienie silnych stron portfela produktów i jednocześnie jest wytyczną dla strategii przedsiębiorstwa.

### Macierz ADL
Macierz oceny rynku ADL (ang.Arthur D. Little matrix) to dwudziesto-, a w niektórych wersjach nawet trzydziestopolowa macierz.
Na osi rzędnych mierzącej zaznaczamy poziom konkurencyjności w sektorze. Na osi odciętych, dojrzałość danego sektora.
W polach macierzy w postaci kół umieszczone są produkty pochodzące z tego samego sektora lub jednorodne grupy asortymentowe. Według tej metody źródłem sukcesu rynkowego przedsiębiorstwa są innowacje produktowe, gdyż stawiają one na rozwój firmy, jako całości.

### Macierz Ch. Hofera
Macierz cyklu życia produktu (macierz Charlesa W. Hofera) to piętnastopolowa macierz, w której w postaci kół umieszczone są poszczególne strategiczne jednostki organizacyjne.
Wielkość kół przedstawiających poszczególne jednostki jest proporcjonalna do ich udziału w przychodach przedsiębiorstwa.
Oś rzędnych oznacza fazę rozwoju przemysłu. Oś odciętych pozycję na rynku (konkurencyjność).
Macierz Ch. Hofera daje obraz portfela wyrobów w różnych fazach cyklu życia produktu. Na jej podstawie można prognozować przyszłość poszczególnych sektorów i podejmować działania w celu zbilansowania portfela produkcji.